# Mighty Blackpool FC
El Mighty Blackpool es un equipo de fútbol de Sierra Leona que juega en la Liga Premier de Sierra Leona, la liga de fútbol más importante del país.

## Historia
Fue fundado en el año 1923 en la capital Freetown con el nombre Socro United y es el equipo más viejo y exitoso del país.
El nombre de Mighty Blackpool lo adoptó en el año 1954 como señal de admiración por el Blackpool y el jugador de la Inglaterra, Stanley Matthews y cuenta con una intensa rivalidad con el East End Lions, ya que ello representan al lado este de la capital, mientras que el Mighty Blackpool es del lado oeste.
A nivel internacional ha destacado en la Copa Africana de Clubes Campeones del año 1989, donde alcanzó los cuartos de final, siendo el primer equipo de Sierra Leona en llegar tan llejos, venciendo a equipos como ES Sétif y Djoliba AC antes de perder contra el Tonnerre Yaoundé.
También posee el triste récord de ser el equipo que más veces ha sido eliminado en las primeras rondas de la Copa Africana de Clubes Campeones. [cita requerida]

## Palmarés
- Liga Premier de Sierra Leona: 7

1988, 1991, 1995, 1996, 1998, 2000, 2001
- Copa de Sierra Leona: 6

1965, 1967, 1970, 1988, 1994, 2000

## Participación en competiciones de la CAF
| Temporada | Torneo                            | Ronda            | Club             | Casa  | Visita | Global      |
| --------- | --------------------------------- | ---------------- | ---------------- | ----- | ------ | ----------- |
| 1968      | Copa Africana de Clubes Campeones | Preliminar       | Etoile du Congo  | w.o.1 | w.o.1  | w.o.1       |
| 1975      | Copa Africana de Clubes Campeones | 1                | Djoliba AC       | 0-1   | 0-2    | 0-3         |
| 1979      | Copa Africana de Clubes Campeones | 1                | Hearts of Oak    | 2-0   | 0-2    | 2-2 (2-4 p) |
| 1980      | Copa Africana de Clubes Campeones | 1                | ASF Police       | 1-2   | 0-2    | 1-4         |
| 1984      | Recopa Africana                   | 1                | ASC Diaraf       | 2-1   | 0-2    | 2-3         |
| 1989      | Copa Africana de Clubes Campeones | Preliminar       | Benfica          | w.o.2 | w.o.2  | w.o.2       |
| 1989      | Copa Africana de Clubes Campeones | 1                | ES Sétif         | 1-0   | 0-1    | 1-1 (5-3 p) |
| 1989      | Copa Africana de Clubes Campeones | 2                | Djoliba AC       | 2-1   | 0-0    | 2-1         |
| 1989      | Copa Africana de Clubes Campeones | Cuartos de final | Tonnerre Yaoundé | 0-1   | 1-3    | 1-4         |
| 1992      | Copa Africana de Clubes Campeones | Preliminar       | LPRC Oilers      | 3-1   | 0-1    | 3-2         |
| 1992      | Copa Africana de Clubes Campeones | 1                | Canon Yaoundé    | 2-1   | 1-2    | 3-3 (3-4 p) |
| 1994      | Recopa Africana                   | 1                | Postel Sport FC  | dq3   | dq3    | dq3         |
| 1994      | Recopa Africana                   | 2                | DC Motema Pembe  | 2-0   | 0-3    | 2-3         |
| 2006      | Copa Confederación de la CAF      | Preliminar       | ASC CS Sucrière  | 2-1   | 0-2    | 2-3         |

1- Mighty Blackpool abandonó el torneo.

2- Benfica abandonó el torneo.

3- Los equipos de Benín fueron descalificados por las deudas que tenía sus federación con la CAF.

## Jugadores

### Jugadores destacados
| - Ibrahim "Inspector" Bah - Alhassan Bangura - Umaru Bangura - Albert Cole - Abu Bakarr Kamara - Buba Kamara | - Mohamed Kanu - Obi Metzger - Kabba Samura - Tom Terry - Tibaty - Michael Tommy |